# Rajon Hanzawitschy

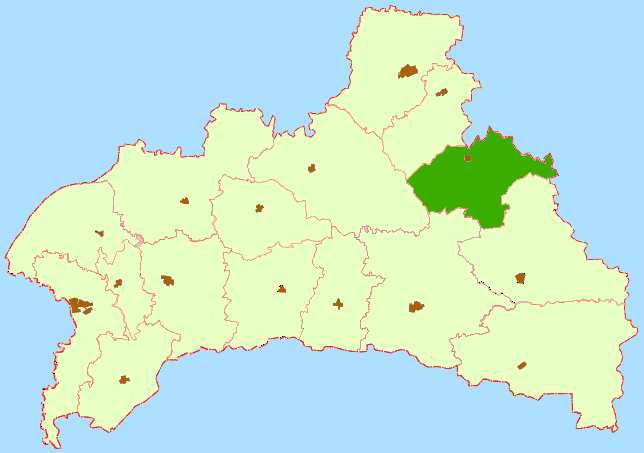
Lage in der Woblast Brest

Der Rajon Hanzawitschy (belarussisch Ганцавіцкі раён; russisch Ганцевичский район) ist eine Verwaltungseinheit im Nordosten der Breszkaja Woblasz in Belarus. Der Rajon hat eine Fläche von 1710 km², umfasst 36 Ortschaften und ist in 8 Selsawets gegliedert.
Bei Hanzawitschy befindet sich ein Frühwarnradar der russischen Streitkräfte.

## Geographie
Der Rajon Hanzawitschy liegt im Nordosten der Breszkaja Woblasz. Die Nachbarrajone in der Breszkaja Woblasz sind im Südosten Luninez, im Südwesten Pinsk, im Westen Iwazewitschy und im Nordwesten Ljachawitschy.